# Lechicja
Lechicja – korporacja akademicka powstała w Dorpacie (obecnie Tartu w Estonii) w 1897 roku. 

## Opis
Początkowo działała pod nazwą „Znicz”, zmiana nazwy nastąpiła w 1908 wraz ze zmianą charakteru korporacji. W 1921 korporacja przeniosła swoją siedzibę do Warszawy, gdzie początkowo zrzeszała studentów Uniwersytetu Warszawskiego, a od 1923 stała się organizacją międzyuczelnianą. Czynną działalność Lechicja przerwała w 1939 roku wraz z wybuchem wojny. Po roku 1945 odbywały się jedynie zamknięte nieoficjalne spotkania.
Dnia 8 maja 2004 roku K! Lechicja została reaktywowana w Warszawie na mocy kartelu filisterskiego z K! Sarmatia. Działa głównie na Warszawskim Uniwersytecie Medycznym.
- Barwy: szafirowa, złota, czerwona
- Dewiza: Doctrina ac labore ad victoriam (Nauką i pracą do zwycięstwa)

Kartele:
- 1926 - K! Batoria
- 1929 - K! Lutyco-Venedya
- 2004 - K! Sarmatia